# Cyril Wyche
Sir Cyril Wyche, 1. Baronet (* um 1695; † 1756 in Tangstedt) war ein britischer Diplomat und Politiker des 18. Jahrhunderts. Wyche war britischer Gesandter bei den Hansestädten und britischer Botschafter in Russland.

## Leben
Wyche entstammte einer Diplomatenfamilie. Sein Großvater Sir Peter Wyche (1628–um 1699) war englischer Botschafter in Russland und Polen, sein Urgroßvater Sir Peter Wyche (um 1593–1643) war englischer Botschafter im Osmanischen Reich. Sein Großonkel und Namensvetter Sir Cyril Wyche war Gründungsmitglied der Royal Society und deren fünfter Präsident.
Im Alter von 19 Jahren wurde er unter Königin Anne Hamburger Geschäftsträger, nachdem sein Vater John am 15. Oktober 1713 verstarb, der die Position zuvor ausgeübt hatte. Nach der Thronbesteigung von König Georg I., übernahm Wyche ab 1714 verschiedene Positionen im Niedersächsischen Reichskreis. Ebenfalls 1714 heiratete er Anne von Wedderkop, eine Tochter des schleswig-holsteinischen Staatsmanns Magnus von Wedderkop. Als Mitgift erhielt er das Gut Tangstedt im Herzogtum Holstein. Das Ehepaar hatte zwei Töchter und zwei Söhne, die aber beide vor ihm starben. 
Wyche wurde von Georg Friedrich Händel und später von Johann Mattheson musikalisch ausgebildet. Er spielte wie sein Schwiegervater das Cembalo und beauftragte, ebenso wie Wedderkop, Mattheson mit der Komposition einiger Kantaten. Mattheson widmete Wyche 1720 seine Schrift Reflexions sur l’Eclaircissement d’un Probleme de Musique practique. Zusammen mit Benedikt von Ahlefeldt, Graf Otto Carl von Callenberg, Jean Henri Desmercières und seinem Schwager Friedrich Christian von Wedderkop übernahm Wyche rückwirkend ab Ostern 1722 auf sechs Jahre die Direktion und Pachtung der bisher vom mecklenburgischen Hofrat Johann Georg Gumprecht geleiteten heutigen Hamburger Oper am Gänsemarkt, die zu der Zeit das erste und wichtigste bürgerlich-städtische Theater im deutschen Sprachraum war. Für Händels Opera seria Tamerlano, die dort am 27. September 1725 als Tamerlan aufgeführt wurde, komponierte Wyche sieben neue Arien hinzu.
Ab 1725 war er Minister im Niedersächsischen Reichskreis. Am 20. Dezember 1729 wurde er in der Baronetage of Great Britain als Baronet, of Chewton in the County of Somerset, geadelt. Von 1729 bis 1730 hatte er das Amt des High Sheriff von Norfolk inne. Von 1741 bis 1744 in Sankt Petersburg britischer Botschafter des Russischen Kaiserreiches.
Da er seine beiden Söhne Magnus und John überlebte, erlosch seine Baronetwürde mangels eines männlichen Erbens bei seinem Tod 1756. Das Gut Tangstedt erbte seine Tochter Caroline Frederike Wyche (1719–1780), die 1741 Magnus von Holmer geheiratet hatte und Mutter des späteren Reichsgrafen Friedrich Levin von Holmer wurde. Die Tänzerin und Buffa-Sängerin Gaspera Beccheroni und Rosa „La Tedeschina“ Costa waren Mätressen von Wyche. Beide zählten zu den Mingottischen Operntruppen.